# Redukcja piersi

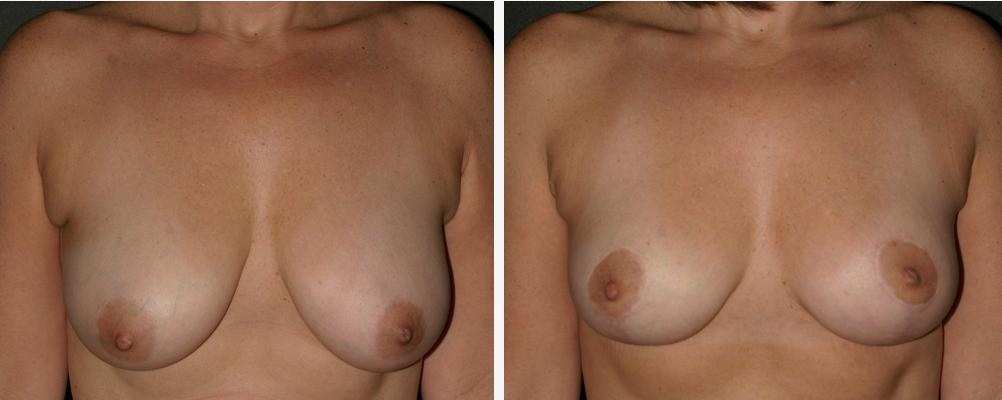
Redukcja piersi – zdjęcie przed i po

Redukcja piersi (ang. breast reduction), znana także jako mammoplastyka (ang. mammaplasty) to zabieg chirurgiczny polegający na redukcji biustu kobiety poprzez usunięcie części gruczołu, jego przemodelowaniu oraz pozbycia się nadmiaru tkanki tłuszczowej. Zbyt duże piersi często są powodem wielu dolegliwości tj.: bólów kręgosłupa czy karku, garbienia ramion oraz wielu innych. Efektem przeprowadzonej operacji mammoplastyki są piersi dostosowane do budowy ciała

## Powody pomniejszania piersi
Zabieg pomniejszenia piersi skutkuje znaczną poprawą postawy i niweluje wszelkie bóle w okolicy pleców związane z posiadaniem biustu nieproporcjonalnie dużego w stosunku do rozmiarów ciała. W około jednej trzeciej przypadków zabieg mammoplastyki pomógł zniwelować ból występujący w okolicy lędźwiowej. Odnotowano także poprawę postawy i ustąpienie bólu w okolicach szyi. Ma to ścisły związek ze zmianą środka ciężkości ciała kobiety w pozycji stojącej bądź siedzącej.

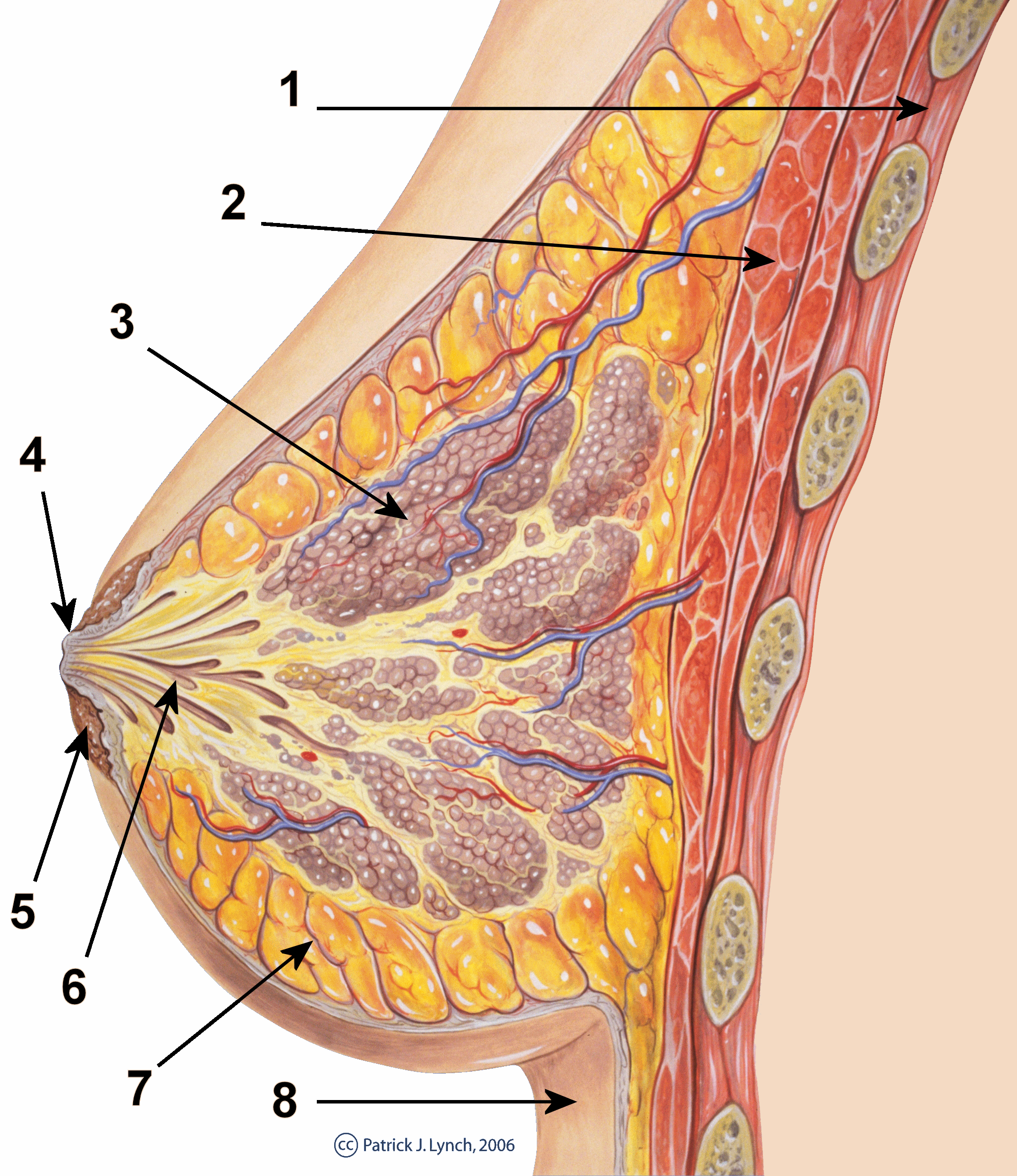
Gruczoł mlekowy człowieka
1 – Ściana klatki piersiowej
2 – Mięśnie piersiowe
3 – Płat ciała sutka
4 – Brodawka sutkowa
5 – Otoczka brodawki sutkowej
6 – Przewód mleczny
7 – Ciało tłuszczowe sutka
8 – Skóra

U blisko połowy pacjentek, które zdecydowały się na pomniejszenie biustu, w dużym stopniu zniwelowano lub zredukowano problemy z bólami migrenowymi. Mniejsze piersi to również lepsze funkcjonowanie oraz większa wydolność układu oddechowego. Łatwiej wówczas przeprowadzić badania pod kątem profilaktyki nowotworów, zbyt duży biust utrudnia samokontrolę piersi. Dodatkowo redukcja biustu zmniejsza potencjalnie obszar zagrożony rozwojem raka piersi. Potwierdzono także zmniejszoną zachorowalność na raka w grupie kobiet, które poddały się zabiegowi redukcji piersi. Przeprowadzenie zabiegu sprzyja większej aktywności fizycznej, co daje pozytywny rezultat w procesie modelowania własnej figury i redukcji tkanki tłuszczowej. Wiele kobiet, chcąc wyrównać dysproporcję między piersiami a resztą ciała, przybierała na masie, skąd prosta droga do kolejnych problemów zdrowotnych. Zupełnie odwrotną sytuacją są drastyczne diety w celu zmniejszenia objętości piersi, co może skończyć się nawet bulimią.
Mammoplastyka wpływa pozytywnie na zdrowie psychiczne, wedle badań duża część kobiet po zabiegu pozbywała się depresji i stanów lękowych. Zabieg pozytywnie wpływa na podwyższenie samooceny, co skutkuje pozytywnymi zmianami w psychice operowanych kobiet. Zabieg ten poprawia jakość życia, pacjentki czują się bardziej kobiece, łatwiej nawiązują nowe znajomości, wyzbywają się uczucia zakłopotania w sytuacjach intymnych. Poprawie ulega również satysfakcja z kontaktów seksualnych. Kobiety, które nie akceptują swojego obfitego biustu, nie akceptują także dotykania przez partnera swoich piersi, wstydzą się rozebrać itp.

## Przebieg zabiegu
Zabieg zaczyna się od znieczulenia pacjentki. Następnie chirurg wykonuje odpowiednie nacięcia, zazwyczaj wykonuje się cięcie w kształcie odwróconej litery T lub cięcie pionowe i wokół brodawki. Każdy z tych sposobów ma swoje wady i zalety, a sposób wykonywania cięcia i podawanego znieczulenia jest omawiany podczas wstępnych konsultacji z chirurgiem. W kolejnym kroku chirurg przeprowadza repozycje brodawki tak, aby efekt końcowy był możliwie zbliżony do naturalnego. Następnie usuwany jest nadmiar skóry i tkanki tłuszczowej w celu zmniejszenia rozmiaru piersi. W przypadkach, gdy operowany jest ekstremalnie duży biust, brodawka wraz z sutkiem zostaje wycięta i wszyta na nowo w odpowiednie miejsce. Zabieg trwa od 3 do 4 godzin i wykonywany jest w trybie ambulatoryjnym.